# Ornithocephalus patentilobus
Ornithocephalus patentilobus är en orkidéart som beskrevs av Charles Schweinfurth. Ornithocephalus patentilobus ingår i släktet Ornithocephalus och familjen orkidéer. Inga underarter finns listade i Catalogue of Life.